# Лембак
Лембак (фр. Leimbach) — коммуна на северо-востоке Франции в регионе Гранд-Эст (бывший Эльзас — Шампань — Арденны — Лотарингия), департамент Верхний Рейн, округ Тан — Гебвиллер, кантон Серне. До марта 2015 года коммуна административно входила в состав упразднённого кантона Тан (округ Тан).
Площадь коммуны — 3,57 км², население — 827 человек (2006) с тенденцией к росту: 838 человек (2012), плотность населения — 234,7 чел/км².

## Население
Численность населения коммуны в 2011 году составляла 833 человека, а в 2012 году — 838 человек.
| 1962 | 1968 | 1975 | 1982 | 1990 | 1999 | 2004 | 2006 | 2009 | 2011 | 2012 |
| ---- | ---- | ---- | ---- | ---- | ---- | ---- | ---- | ---- | ---- | ---- |
| 557  | 554  | 656  | 716  | 734  | 740  | 813  | 827  | 833  | 833  | 838  |

Динамика населения:

## Экономика
В 2010 году из 522 человек трудоспособного возраста (от 15 до 64 лет) 384 были экономически активными, 138 — неактивными (показатель активности 73,6 %, в 1999 году — 66,7 %). Из 384 активных трудоспособных жителей работал 361 человек (191 мужчина и 170 женщин), 23 числились безработными (11 мужчин и 12 женщин). Среди 138 трудоспособных неактивных граждан 44 были учениками либо студентами, 63 — пенсионерами, а ещё 31 — были неактивны в силу других причин.
На протяжении 2011 года в коммуне числилось 339 облагаемых налогом домохозяйств, в которых проживало 824 человека. При этом медиана доходов составила 23822 евро на одного налогоплательщика.

## Достопримечательности (фотогалерея)

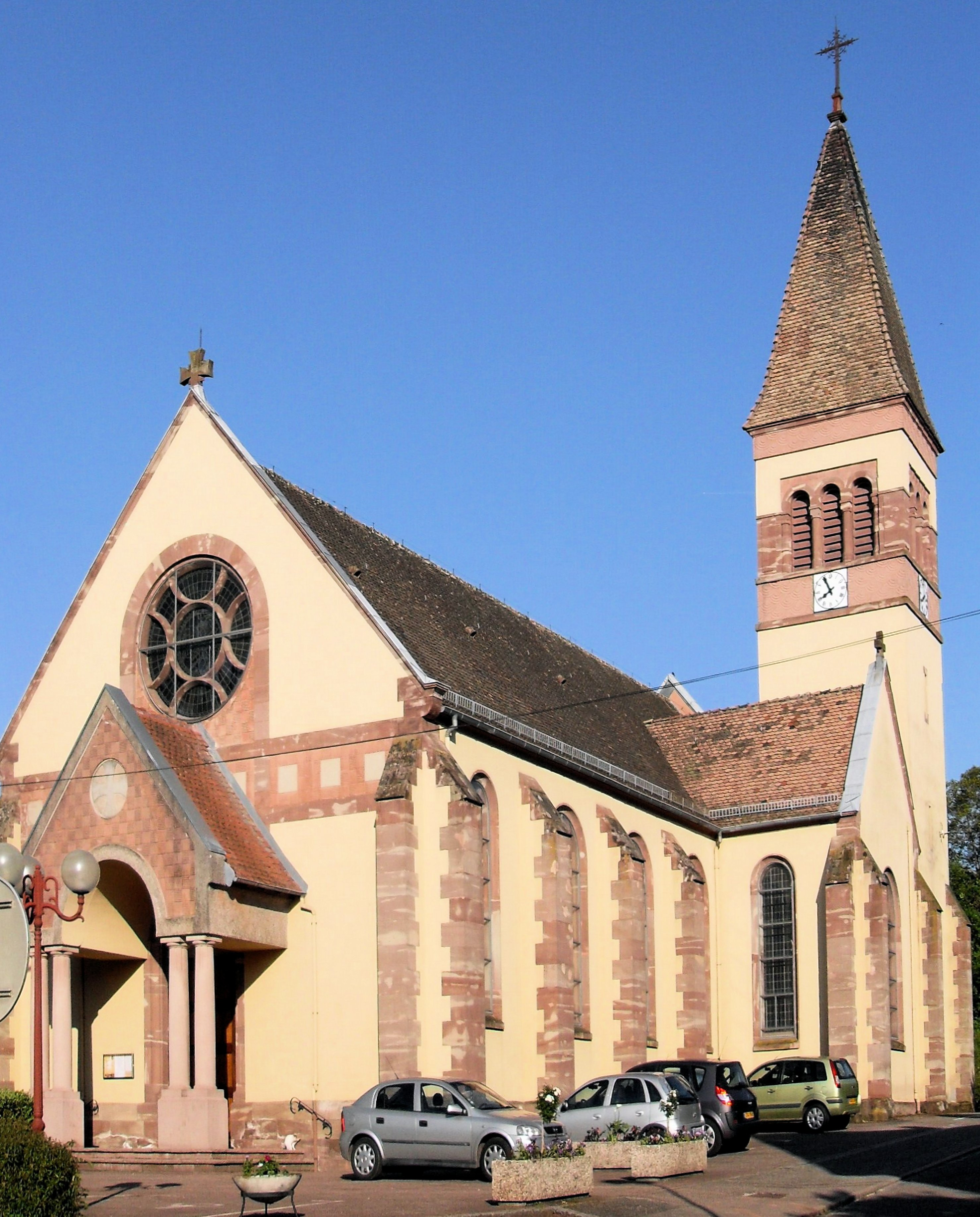
Новая церковь Сен-Блез
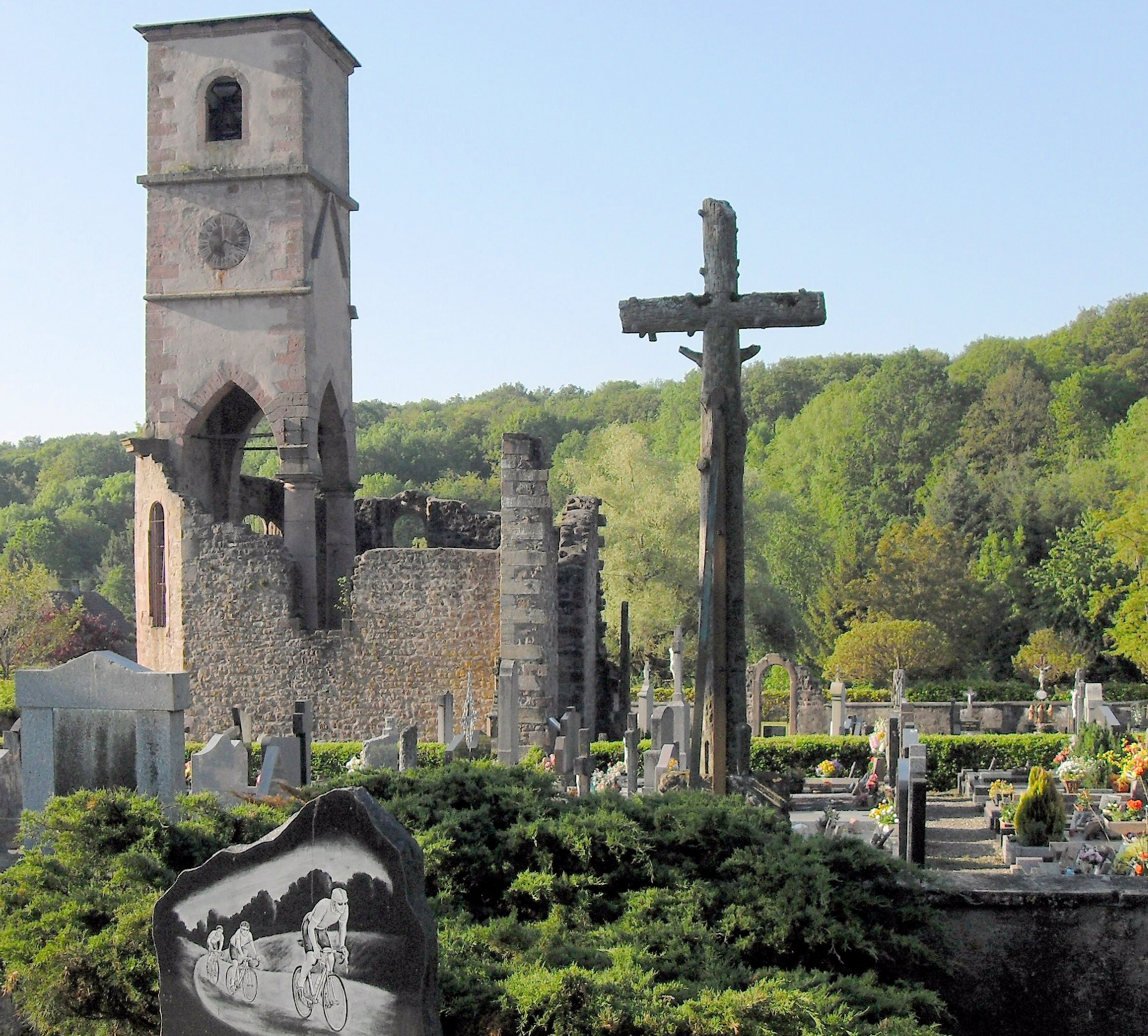
Руины старой церкви Сен-Блез